# Małyje Dierbiety
Małyje Dierbiety (ros. Малые Дербеты) – osiedle typu miejskiego w południowej Rosji, na terenie wchodzącej w skład tego państwa Republiki Kałmucji, w południowo-wschodnim skrawku kontynentu europejskiego.
Miejscowość liczy 6,0 tys. mieszkańców (2002 r.).